# Ty Cobb (singel Soundgarden)
Ty Cobb – utwór amerykańskiej grupy grunge'owej Soundgarden. Tekst napisał Chris Cornell, autorem muzyki jest Ben Shepherd. Ty Cobb został wydany w kwietniu 1997 roku jako czwarty singel promujący album Down on the Upside. Utwór zajmuje piątą pozycje na krążku i trwa 3 minuty i 5 sekund. Piosenka znalazła się na kompilacyjnym albumie grupy, A-Sides zawierającym największe hity zespołu.

## Nagranie
Utwór powstał przy współpracy Chrisa Cornella i Bena Shepherda - frontman zajął się oprawą tekstową, zaś basista zespołu muzyką. Obaj panowie, w tym utworze grają odpowiednio na mandolinie i mandola. Utwór został nagrany w 1995 roku. 

## Tekst
Chris Cornell o tekście:
"Tak naprawdę to wcale nie jest piosenka o Ty Cobbie. Po prostu gdy Ben ją usłyszał, stwierdził, że przypomina mu Ty Cobba, który jak wiadomo był nie tylko świetnym graczem baseballa, ale też nie gardzącym agresją rasistą. "Ty Cobb" to dobry tytuł więc tak zostało.

## Kompozycja
Utwór rozpoczyna się 22-sekundowym spokojnym intrem, by po chwili przerodził się w bardzo agresywny, napędzany hardcorowo-punkową motoryką. "Ty Cobb" jest jednym z szybszych i agresywniejszych utworów w dyskografii Soundgarden.

## Wydanie i odbiór
Utwór został wydany na singlu w kwietniu 1997 roku. Mimo iż Ty Cobb nie uplasował się na różnych listach, jak Billboard Hot 100, Mainstream Rock Tracks, lub Billboard Modern Rock Tracks, tak jak 3 poprzednie single z albumu "Down on the upside" ("Pretty Noose", "Burden in my hand" i "Blow up the outside world"), to utwór pochodzący ze strony B singla - "Rhinosaur" uplasował się na 19 miejscu na liście "Mainstream Rock Tracks". Poza USA, singel został wydany również w Australii.

## Lista utworów
1. "Ty Cobb" (Cornell, Shepherd) – 3:05
2. "Rhinosaur" (Cameron_ – 3:14
3. "Big Dumb Sex" (Cornell) – 4:11
4. "Rhinosaur" (The Straw That Broke the Rhino's Back remix) – 3:43

## Twórcy
- Chris Cornell, wokal, mandolina
- Kim Thayil - gitara elektryczna
- Ben Shepherd - gitara basowa, mandola, chórki
- Matt Cameron - perkusja